# Óriásláb fia
Az Óriásláb fia (eredeti cím: The Son of Bigfoot) 2017-ben bemutatott amerikai–francia–belga 3D-s számítógépes animációs film, amely Bob Barlen és Cal Brunker ötlete alapján írta. Az animációs játékfilm rendezői Ben Stassen és Jeremy Degruson, producerei Gina Gallo, Mimi Maynard, Domonic Paris, Ben Stassen, Caroline Van Iseghem és Steve Waterman. A zenéjét Puggy szerezte. A mozifilm az nWave Pictures, a StudioCanal, a Belga Productions, az Illuminata Pictures és a Waterman Entertainment gyártásában készült, a StudioCanal forgalmazásában jelent meg.
Dél-Afrikában 2017. augusztus 11-én, Magyarországon 2017. szeptember 7-én mutatták be a mozikban.

## Cselekmény
Dr. Harrison (Óriásláb) egy ritka génmutációban szenved, melynek következtében rengeteg szőr nő az egész testén, máshogy hall, és hatalmasra nő a lába. Óriásláb egy gyógyszeripari cégnél, a Séró Rt.-nél dolgozott, mikor rájöttek a betegségére, s emiatt a családjáért (Adam fiáért és Shelly feleségéért) az erdőben bújt el, azt hitetve el, hogy meghalt.
Adam Harrison, Óriásláb fia egy 13 éves bozontos hajú, okos gyerek, aki nem éppen mázlista. Ám egy nap Adam rátalál egy dobozra, amelyben édesapja leveleket küldött Shellynek. Este Adam elindul a 99 Route címre, amit az egyik üzeneten olvasott. Szerencsére egy kedves kamionsofőr épp arra tartott és elvitte. Az út egy erdőbe vezetett. Óriásláb észre vette Adamot, és mikor elő akart jönni, Adam megijedt, beleesett egy medvecsapdába, majd lezuhant az út közepére, ahol Óriásláb megmentette attól, hogy elüsse egy figyelmetlen kamionsofőr. Óriásláb elmondott mindent Adamnek, bemutatta hallását, gyorsaságát, mindenféle Óriásláb-képességét, ráadásul megtanult az állatok nyelvén, s ezzel sok barátot szerzett. Megismerte Wilburt, Strapát és feleségét, Steveyt, és még másokat is. Azonban jönnek a gondok: a kamionsofőr autós-kamerája felvette a történteket, majd megmutatta az egyik hírlapnak. Persze a Séró Rt.-hez is eljutott a hír, akik ezek után a házat, Shelly Harrisont letartóztatták, majd Adamot is előkerítették. Berakták őket egy furgonba, ahol kihallgatták Adamot, de mivel megviccelte őket, hogy a gejzírben bújt el, hát elkülönítették őket egy-egy fekete kocsiba. Azonban mivel Adam nem volt hajlandó elmondani, hová bújt el az apja, ezért kiszállt a kocsiból, majd rágyújtotta az erdőt. Óriásláb próbálta kimenteni, de nyugtatót lőttek a vállába, majd rázuhant egy hatalmas égő fatörzs, ami alól Wilbur, a medve próbálta kiszabadítani, hasztalan. Ezek után az ügynökök leszedték róla a fát, és elszállították a laborba, ahol Dr. Billingsley és a Séró Rt. vezetője várta. Csöveket kötöttek rá, ami legyengítette. A génállományát felhasználva sikerült a kísérlet. A volt a céljuk, hogy mindenkinek lehessen dús haja. És ezért kellett Óriásláb génje. Adam nagy nehezen rábeszélte Óriáslábat, hogy jöjjön vele haza, de nyugtatót lőttek bele, majd lelökték a hídról a mélybe. Adam egy riasztópisztolyból kilőtt rakétával felrobbantotta az épületet, majd lement apjához. A különleges Óriásláb-gyógyerővel megmentette apját, és miután feljutottak, a Séró Rt. vezetője is megkapta, amit megérdemelt. Belőtték nyugtatópisztollyal, majd az egész bandát letartóztatták. A Séró Rt. lehúzta a redőnyt. Ezután Óriásláb nyugodtan élhette életét. Adam magabiztosabb lett, és ha bármi baj volt, csak füttyentett és jött Wilbur Strapa, felesége és a lányaik, Tina, Steve és Wilbur, aki mindig halálra ijesztette Tonyékat. Adam pedig talált egy barátot magának.

## Szereplők
| Szereplő                     | Eredeti hang          | Magyar hang         | Magyar hang         |                    |
| Szereplő                     | Eredeti hang          | 1. magyar változat  | 2. magyar változat  | 2. magyar változat |
| ---------------------------- | --------------------- | ------------------- | ------------------- | ------------------ |
| Adam Harrison                | Pappy Faulkner        | Gerő Botond         | Medveczky Máté      |                    |
| Dr. Jim Harrison, „Óriásláb” | Christopher L. Parson | Kálloy Molnár Péter | Gergely Róbert      |                    |
| Shelly Harrison              | Marieve Herington     | F. Nagy Erika       | Pánics Lilla        |                    |
| Wallace Eastman              | Terrence Stone        | Takátsy Péter       | Kassai Károly       |                    |
| Wilbur                       | Michael Sorich        | Ujlaki Dénes        | Petridisz Hrisztosz |                    |
| Steve                        | Joe J. Thomas         | Kassai Károly       | Pásztor Tibor       |                    |
| Tina                         | Sandy Fox             | Mahó Andrea         | Gazdik Kati         |                    |
| Ficka                        | Laila Berzins         | Peller Anna         | Varga Fekete Kinga  |                    |
| Strapa                       | Joe Ochman            | Lippai László       | Fekete Zoltán       |                    |
| Tom                          | Joe Ochman            | Csuha Lajos         | Katona Zoltán       |                    |
| Tony                         | Yuri Lowenthal        | Baráth István       | Berkes Bence        |                    |
| Dale                         | Nicholas Marj         | Ács Balázs          | Szalay Csongor      |                    |
| Charlie                      | David Epstein         | Boldog Gábor        | Czető Ádám          |                    |
| Mr. Blakestone               | Tom Blank             | Katona Zoltán       | ?                   |                    |
| Emma                         | Shylo Summer          | Boldog Emese        | Keviczky Szilvia    |                    |
| Dr. Billingsley              | Johnny Wesley         | Szacsvay László     | Cs. Németh Lajos    |                    |
| Gyakornok                    | Brody Hessin          | Szűcs Péter Pál     | Hám Bertalan        |                    |
| Jones igazgató               | Joey Camen            | Várday Zoltán       | ?                   |                    |
| Sofőr                        | George Babbit         | Dézsy Szabó Gábor   | ?                   |                    |
| Dagi Dan                     | Jeff Doucette         | Garamszegi Gábor    | ?                   |                    |
| Tim                          | Jeff Doucette         | Faragó András       | ?                   |                    |
| Simpson                      | Kyle Hebert           | Géczi Zoltán        | Vincze Attila       |                    |
| Garcia                       | Barry D. Buckner      | Betz István         | Turi Bálint         |                    |
| Parancsnok                   | Domonic Paris         | Koncz István        | ?                   |                    |
| Pincérnő                     | Cinda Adams           | ?                   | ?                   |                    |

További magyar hangok (2. magyar szinkronban): Bolla Róbert, Király Adrián, Makranczi Zalán, Matus Gábor, Papucsek Vilmos, Sörös Miklós, Sótonyi Gábor, Szokol Péter

## Televíziós megjelenések
- Digi Film / Film Now, FilmBox Premium, FilmBox Extra HD
- Minimax, Moziverzum, Mozi+, Super TV2